# さつま町立鶴田小学校
さつま町立鶴田小学校（さつまちょうりつ つるだしょうがっこう）は鹿児島県薩摩郡さつま町の旧鶴田町域にある公立小学校。2020年（令和2年）5月1日時点の児童数は95名。

## 概要
- 本校は、さつま町の旧鶴田町中心部にあり、旧鶴田町域の広範囲を学区とする。
- おもな進学先は、さつま町立宮之城中学校（2019年4月から）。

## 沿革
- 1962年（昭和37年）
  - 4月1日 - 鶴田小学校（初代）と神子小学校が統合し、鶴田小学校（2代）開校。
  - 4月2日 - 開校式挙行。
- 1963年（昭和38年）
  - 3月 - 校歌制定。校旗購入。
  - 4月1日 - 鶴田村の町制施行により、鶴田町立鶴田小学校に改称。
  - 7月 - 新校舎へ移転。
- 1964年（昭和39年）7月 - 特別教室棟・屋内体育館完成。
- 1965年（昭和40年）3月 - プール完成。
- 1966年（昭和41年）4月 - 特殊学級・幼稚園設置。
- 1981年（昭和56年）4月 - 町立鶴田幼稚園設置。
- 1982年（昭和57年）2月 - 統合20周年記念式典。
- 1996年（平成8年）3月 - 屋内体育館完成。
- 1997年（平成9年）
  - 3月26日 - 17時31分頃に発生した鹿児島県北西部地震により、特別教室が大きな被害を受ける。
  - 5月 - 特別教室解体。その最中の5月13日に「鹿児島県北西部地震」が再び発生。
  - 6月 - 仮設校舎に移転。
  - 7月 - 校舎解体作業。
- 1998年（平成10年）3月 - 新校舎完成。
- 2005年（平成17年）3月22日 - さつま町誕生により、「さつま町立鶴田小学校」に改称。
- 2011年（平成23年）11月 - 創立50周年記念式典開催。記念碑除建立・記念演舞の実施。
- 2022年（令和4年）4月1日 - 鶴田小学校（2代）と流水小学校が統合し、鶴田小学校（3代）が開校[1]。さつま町神子661番地3に移転

## アクセス
- 南国交通バス「神子口」バス停から、徒歩約290m・約5分。
- 鶴田郵便局から、徒歩約460m・約9分。
- さつま町役場鶴田支所（旧:鶴田町役場）から、徒歩960m・約15分、車で約910m・約2分。
- 宮之城中学校から、車で8.2km・約15分。
- JR九州新幹線・肥薩おれんじ鉄道出水駅から、車で約33km・約1時間。

## 周辺
- 北さつま農業協同組合鶴田支所
- 国道267号
- 鹿児島県道397号鶴田定之段線
- 鶴田郵便局